# Coccorchestes hastatus
Coccorchestes hastatus är en spindelart som beskrevs av Balogh 1980. Coccorchestes hastatus ingår i släktet Coccorchestes och familjen hoppspindlar. Inga underarter finns listade i Catalogue of Life.